# منزل داجن (روستا)
 منزل داجن  به عربی ( مَنزلِ داجِن  )، روستایی است در دهستان بنو الَمَنبة از توابع استان استان صَنعاء در کشور یمن در شبه جزیره عربستان.

## جمعیت
جمعیت آن (۱۸۹) نفر (۷ خانوار) می‌باشد.